# ENK City Center
ENK City Center es un rascacielos en construcción en la capital de Kosovo, la ciudad de Pristina, específicamente en el distrito de Lakërishte en obras desde el año 2008. El edificio tiene 165 metros de alto y cuando este totalmente terminado será el edificio más alto en Pristina y Kosovo, así como uno de los más altos de Europa Sudoriental. La población local también la llama 42-katëshja (que en albanés quiere decir: «42 plantas»).